# Rattenberger Graben
Der Rattenberger Graben ist ein Tal auf dem Gebiet der Katastralgemeinde Rattenberg in der steirischen Gemeinde Fohnsdorf und liegt somit an der Nordgrenze des Aichfelds. Er wird von Bergen umgeben – dem Rinachkogel (1257 m Höhe über dem Meeresspiegel), dem Hölzelkogel (1451 m), dem Zwieselberg (1534 m), der Rattenberger Höhe (1430 m), dem Furtnerhübel (1266 m) und dem Schlossberg (1053 m). Westlich des Rattenberger Grabens liegt der Sillweger Graben und östlich der Kleingraben. Der Rattenbergerbach durchfließt den Graben und vereinigt sich dann in Flatschach (Stadtgemeinde Spielberg) mit dem Flatschacherbach zum Linderbach.